# Calotelea indica
Calotelea indica är en stekelart som beskrevs av Mani 1975. Calotelea indica ingår i släktet Calotelea och familjen Scelionidae. Inga underarter finns listade.